# Uckermark járás
Uckermark járás egy járás Brandenburg tartományban. 1993. december 6. óta létezik. 

## Városok és községek
Önálló városok
1. Angermünde
2. Lychen
3. Prenzlau

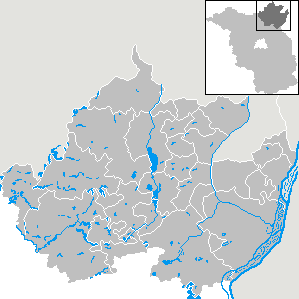

4. Schwedt/Oder (ügyvezetés Pinnownak is)
5. Templin

Önálló községek
1. Boitzenburger Land
2. Nordwestuckermark
3. Uckerland

 Települések amik egy Amt (Lau 1) tagjai

* Az Amt székhelye
| - 1. Amt Brüssow 1. Brüssow, város * 2. Carmzow-Wallmow 3. Göritz 4. Schenkenberg 5. Schönfeld - 2. Amt Gartz (Oder) 1. Casekow 2. Gartz (Oder), város * 3. Hohenselchow-Groß Pinnow 4. Mescherin 5. Tantow | - 3. Amt Gerswalde 1. Flieth-Stegelitz 2. Gerswalde * 3. Milmersdorf 4. Mittenwalde 5. Temmen-Ringenwalde - 4. Amt Gramzow 1. Gramzow * 2. Grünow 3. Oberuckersee 4. Randowtal 5. Uckerfelde 6. Zichow |  |

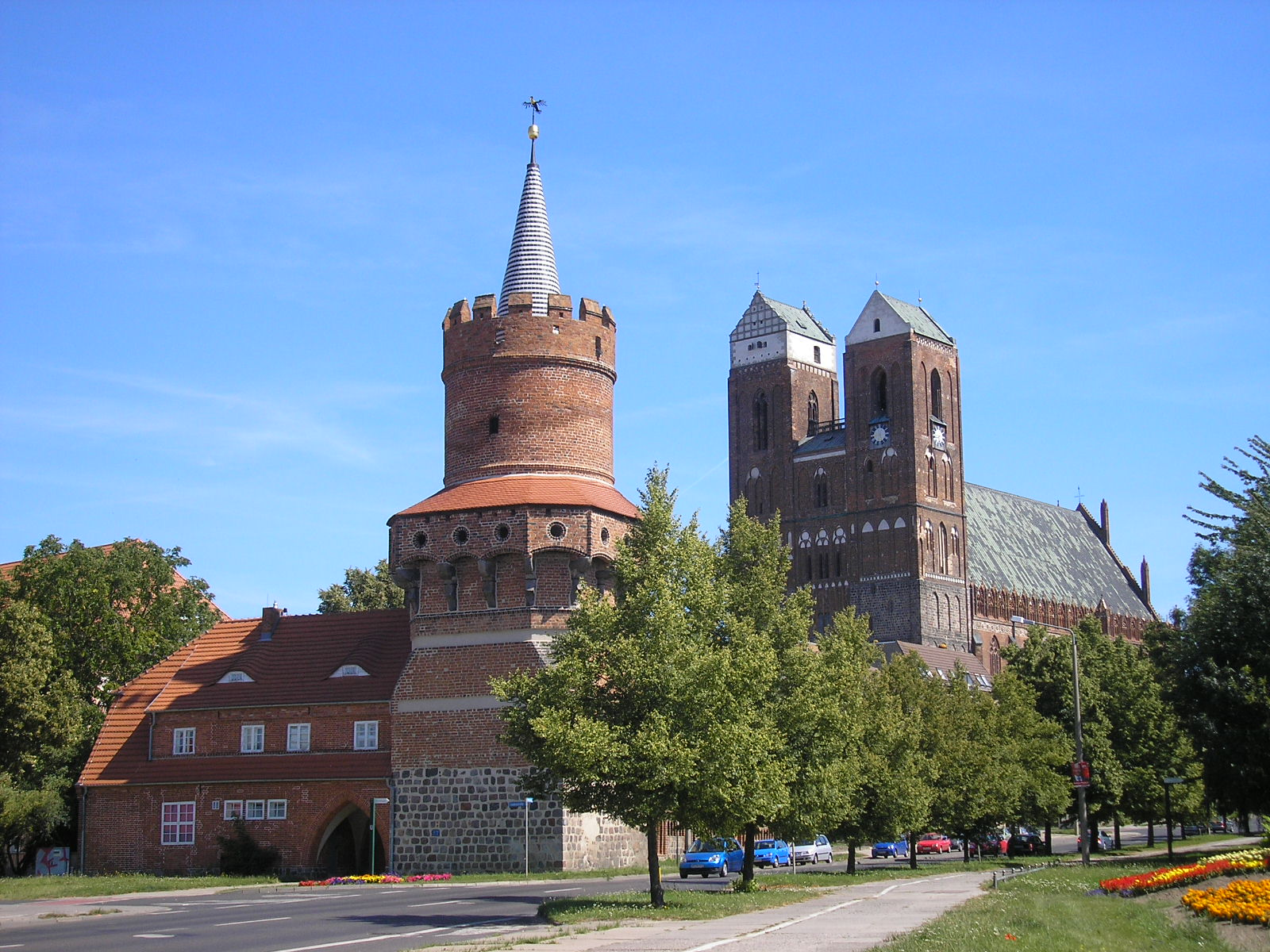
Prenzlau
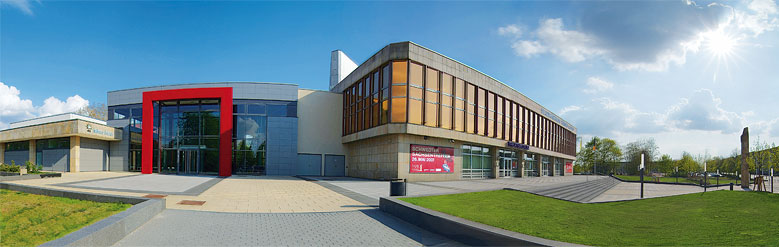
Schwedt, színház
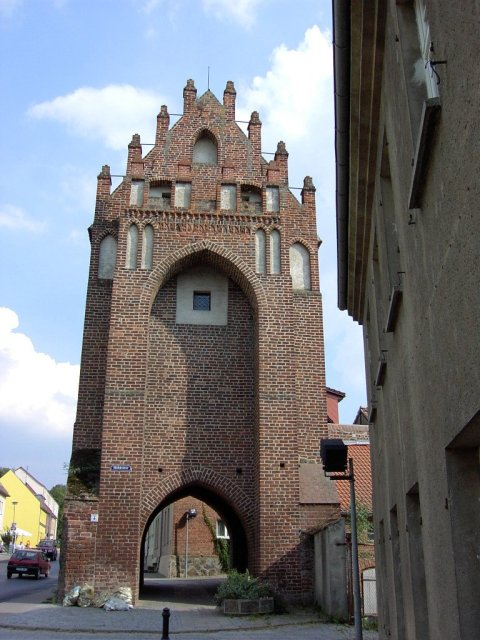
Templin, malomkapu
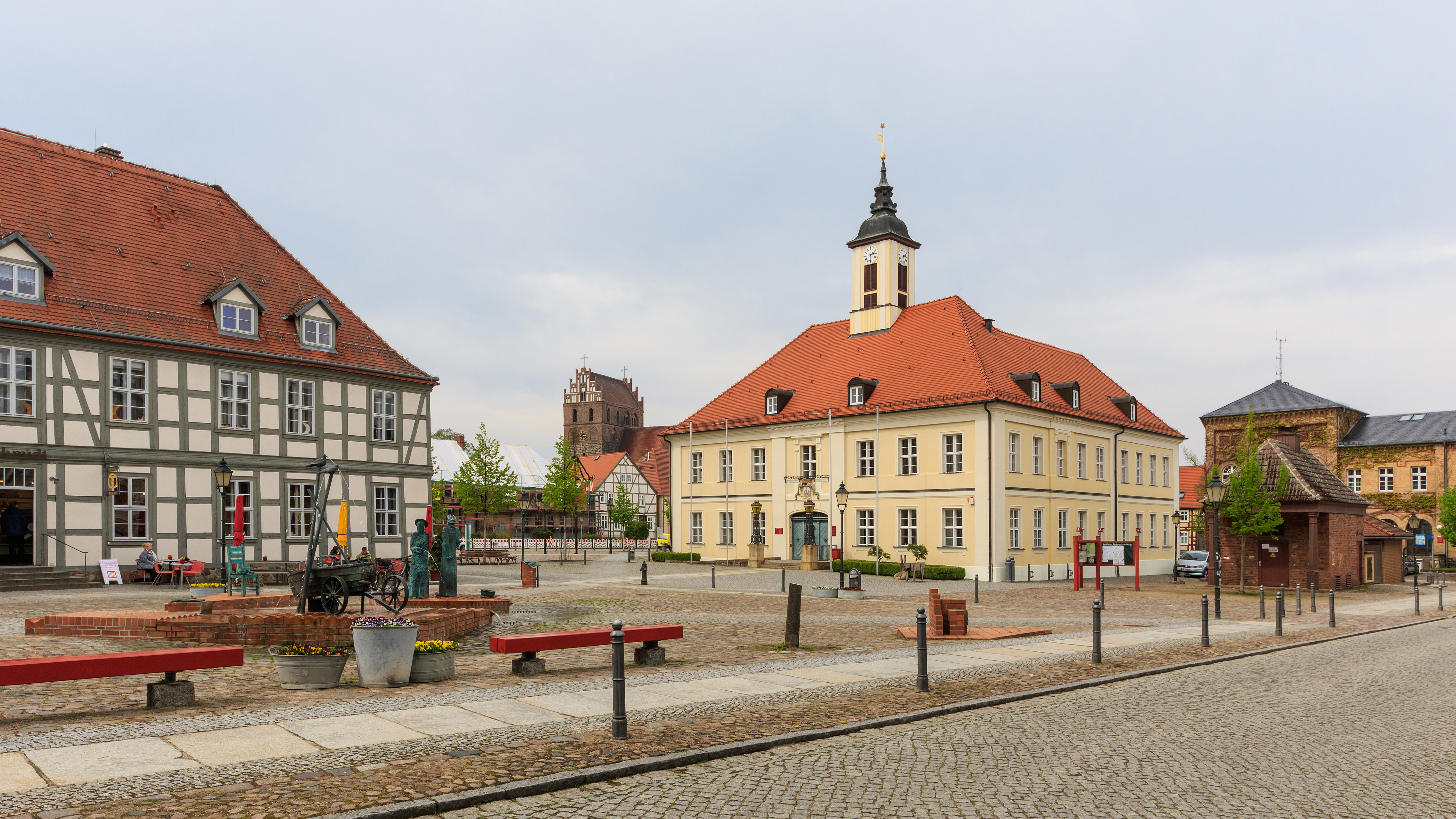
Angermünde, piactér
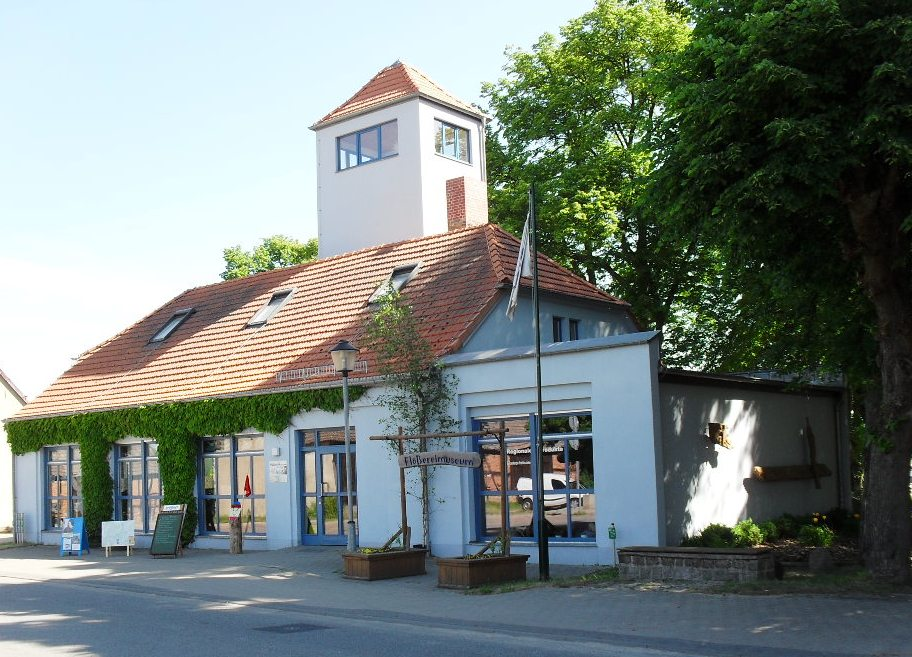
Lychen, múzeum
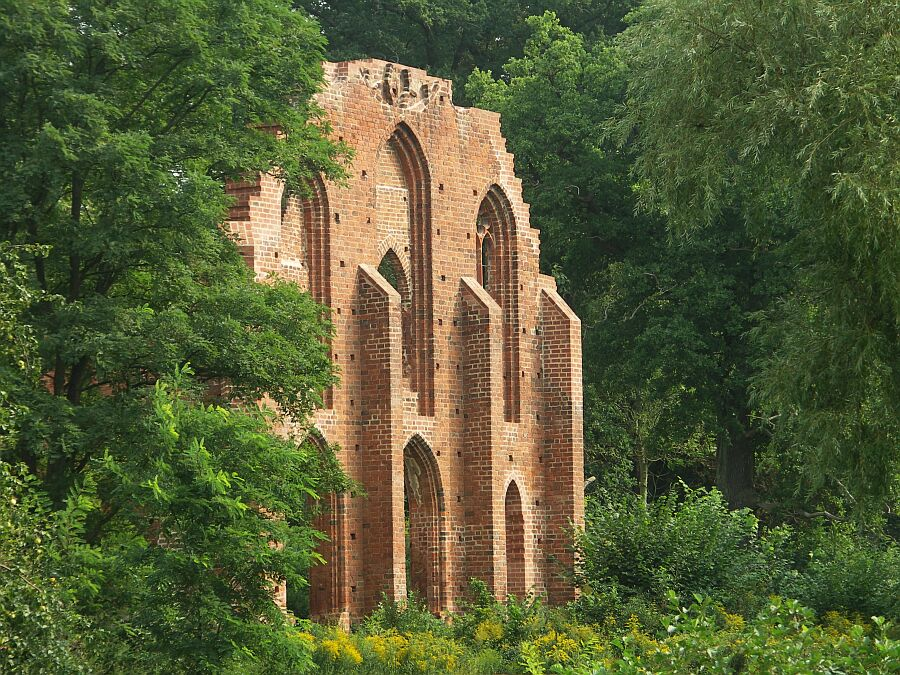
Boitzenburger Land, kolostorrom
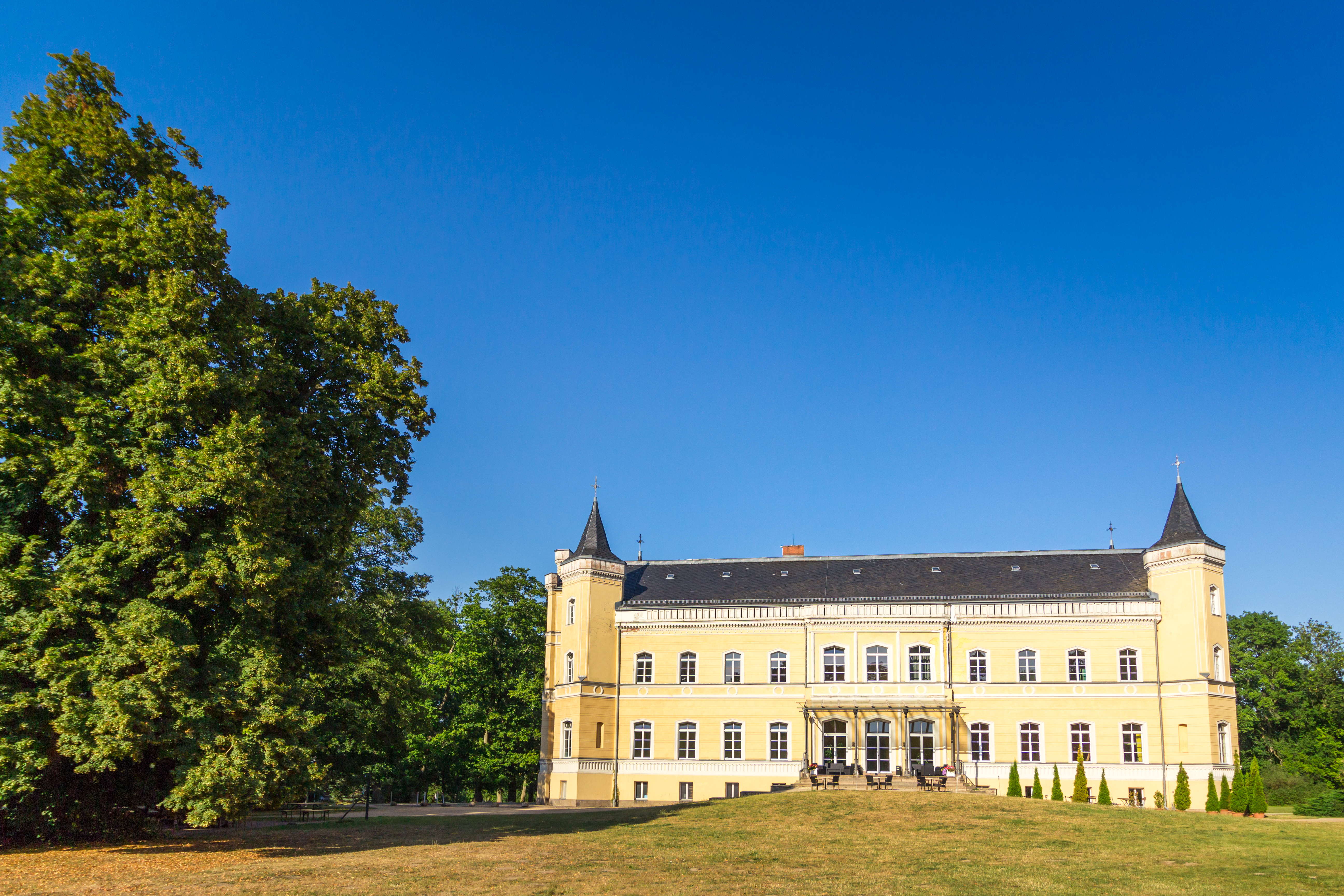
Nordwestuckermark, kröchlendorffi kastély
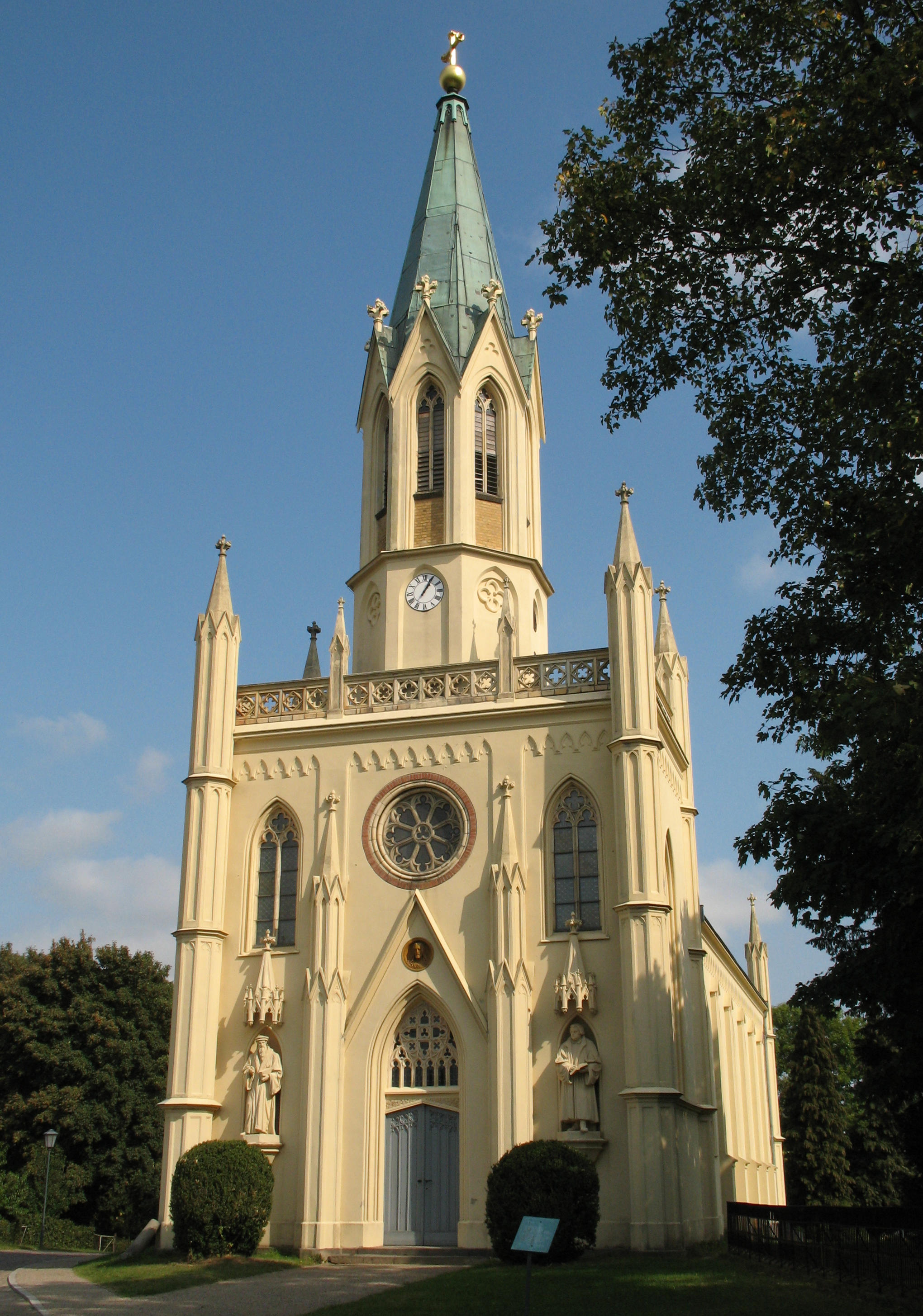
Uckerland, wolfshageni templom